# 各務原市稲羽地区体育館
各務原市稲羽地区体育館（かかみがはらしいなばちくたいいくかん）は、岐阜県各務原市にある各務原市が管理運営する体育館である。稲羽地区体育館とも称する。

## 概要
稲羽地区の住民を対象とする体育館である。1982年（昭和57年）3月30日に稲羽児童体育館として開館。
建物はRC造、延床面積は453.00m2。
使用する場合は、使用月の2カ月前から稲羽西福祉センターへ申し込む。

## 施設
- アリーナ（体育室） - 可能種目：バレーボール（1面）、バドミントン（1面）、卓球（5台）
- 多目的ルーム（指導室） - 可能種目：ダンス、ヨガ、ミーティングなど
- 更衣室
- シャワー室
- 湯沸室

## 利用案内
- 休館日：年末年始（12月29日〜1月3日）
- 開館時間：9：00〜22：00
- 駐車場：60台

## アクセス
- 各務原市ふれあいバス川島線「神置南」バス停下車、徒歩約5分。

## その他
- 稲羽地区体育館は八幡神社の跡地にある。この神社は717年（霊亀8年）白鬚神社（各務原市川島笠田町）境内社として創建され、天正年間にこの地に移転。1986年（昭和56年）に熊野神社と合祀し熊野八幡神社（各務原市神置町四丁目）となっている。2025年時点も一部の建物が残っている。